# Barrabas (Band)

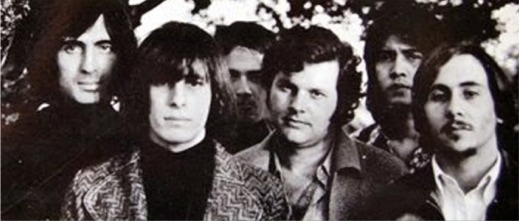
Barrabas (1971)

Barrabás ist eine spanische Musikgruppe, die insbesondere in den späten 1970er und frühen 1980er Jahren erfolgreich war. Der musikalische Stil der Gruppe war zunächst Latin Rock mit Jazz- und Funk-Einflüssen und entwickelte sich später zu einem eher Disco-orientierten Sound. 

## Erfolge
1975 und 1976 hatten sie eine Reihe von Hits in den US-amerikanischen Disco-Charts. Ihr erster war gleichzeitig ihr größter Erfolg: Hi-Jack stand 1975 vier Wochen auf Platz eins.
Die Titel On the Road Again (1982), Woman und Wild Safari konnten in mehreren europäischen und südamerikanischen Ländern Erfolge erzielen.

## Diskografie
- Wild Safari – 1971 (AKA Barrabás)
- Power  – 1973
- ¡Soltad a Barrabás! – 1974 (AKA Release Barrabás or Hi-Jack)
- Heart of the City – 1975  (AKA Check Mate)
- Watch Out – 1975 (AKA Desperately)
- Swinger – 1976 (AKA Barrabás or Watch-Out)
- Piel de Barrabás – 1981
- Bestial – 1982
- Forbidden – 1983
- Barrabás Power – Abraxa – 1994
- Grandes Éxitos – 1997
- Vive – 1999